# Ardisia sublanceolata
Ardisia sublanceolata là một loài thực vật có hoa trong họ Anh thảo. Loài này được Hochr. mô tả khoa học đầu tiên năm 1904.